# Zombor
Zombor és un poble i municipi d'Eslovàquia. Es troba a la regió de Banská Bystrica.

## Història
La primera menció escrita de la vila es remunta al 1327.

## Demografia
| Godina             | 1994 | 2004   | 2014    | 2024   |
| ------------------ | ---- | ------ | ------- | ------ |
| Nombre de persones | 93   | 99     | 149     | 144    |
| Diferència         |      | +6,45% | +50,50% | −3,35% |

| Godina             | 2023 | 2024   |
| ------------------ | ---- | ------ |
| Nombre de persones | 147  | 144    |
| Diferència         |      | −2,04% |